# Ana Raquel Satre
Ana Raquel Satre (Montevideo, Uruguai, 14 de maig de 1925 - Lanzarote, Illes Canàries, 18 de desembre de 2014) fou una soprano uruguaiana.

## Biografia
Descendent de pare francès i mare espanyola, va néixer a Montevideo en 1925. Va ser coneguda pel pseudònim «Mimí».
Va estudiar cant al Conservatori Nacional de Montevideo amb la soprano francesa Ninon Vallin com a professora. Amb 17 anys va ser seleccionada per cantar en Il matrimoni segreto de Domenico Cimarosa.
Es va presentar en diversos escenaris sud-americans per interpretar el rol principal d'Eurídice de Jacopo Peri, Fiordiligi de Così fan tutte de Mozart i Cleòpatra de Giulio Cesare de Händel.
La seva primera actuació a Europa va ser al Wigmore Hall de Londres, en el marc dels recitals organitzats per l'agent Lies Askonas (1913-1996), i va ser ben rebuda per la crítica. En el Festival d'Ais de Provença va interpretar a Eurídice en Orfeu i Eurídice de Gluck, amb Gérard Souzay en el paper d'Orfeu. Es va presentar al Gran Teatre del Liceu de Barcelona, en La Fenice de Venècia i el Teatre Real de la Moneda de Brussel·les entre altres escenaris europeus. També va estar present en els festivals de Spoleto i de Madrid, per una invitació de Gian Carlo Menotti, on va interpretar The Consul (obra del propi Menotti) i va participar en diversos concerts.
En el Liceu de Barcelona va participar en desembre de 1967 en una producció de l'òpera Werther de Jules Massenet.
Amb l'auspici del Australian Elizabethan Theatre Trust (AETT) va realitzar una gira per Austràlia que va incloure Sydney, Melbourne, Brisbane, Perth i Adelaida. Al Festival d'Adelaide va rebre la medalla de l'òpera 1963 del Premi Internacional de Música Harriet Cohen, per la seva interpretació de Donna Elvira en Don Giovanni de Mozart i Violetta en La traviata de Verdi. Va realitzar diverses gires per Gran Bretanya, Àustria, França, Itàlia, Nord i Sud-amèrica. Es va presentar en el Festival King's Lynn, Norfolk, amb el pianista Gerald Moore i amb l'assistència de la Regna Mare del Regne Unit.
La discogràfica Decca Records va enregistrar les seves interpretacions de Lucia di Lammermoor de Donizetti, Lola en Cavalleria rusticana de Mascagni, i Emilia en Otello de Verdi, amb Mario del Monaco, Renata Tebaldi i Herbert von Karajan.
En 1963 va interpretar en alemany a Judith en la pel·lícula Herzog Blaubarts Burg, versió televisiva de El castell de Barbablava de Béla Bartók, amb per la Süddeutscher Rundfunk, la ràdio i televisió pública de Baden-Württemberg, Alemanya Occidental.
Va cantar amb els directors Paul Paray, Lamberto Baldi, Tullio Serafin, Georges Prêtre, Sir John Pritchard, Sir Charles MacKerras, Eric Simon i Herbert von Karajan, presentant-se en concerts amb la companyia de Gerald Moore, Julian Bream, Geoffrey Parsons i Ivor Newton.
Va ser esposa del guitarrista clàssic Patrick Bashford.

## Enregistraments
- Emilia en Otello de Verdi, dirigida per Herbert von Karajan amb l'Orquestra Filharmònica de Viena (Decca 1961, 411618).[6]
- Lola en Cavalleria rusticana de Pietro Mascagni, dirigida per Tullio Serafin amb l'Orquestra de l'Acadèmia Nacional de Santa Cecilia de Roma (Decca).

## Pel·lícules
- Herzog Blaubarts Burg (El castell de Barbablava) (1963)